# Férédougouba
La Férédougouba est une rivière de Guinée et de Côte d'Ivoire, affluent de la Sassandra.